# Takuma Koga
Takuma Koga (古賀 琢磨 Koga Takuma?), född 30 april 1969 i Shizuoka prefektur, är en japansk före detta fotbollsspelare.
Koga började sin karriär 1992 i Yamaha Motors (Júbilo Iwata). Med Júbilo Iwata vann han japanska ligan 1997, 1999 och japanska ligacupen 1998. 2000 flyttade han till Shimizu S-Pulse. Med Shimizu S-Pulse vann han japanska cupen 2001. 2003 flyttade han till Cerezo Osaka. Han avslutade karriären 2003.